# 6 Heures de Spa 2016
Navigation
Édition précédente Édition suivante
Les 6 Heures de Spa 2016 sont la 36e édition de l'épreuve et la 2e manche du calendrier du Championnat du monde d'endurance FIA 2016, elles se déroulent le 7 mai 2016. L'édition est remportée par l'équipe Audi Sport Team Joest avec l'Audi no 8, à la suite d'une course à nombreux rebondissements. En catégorie LMP2, Signatech Alpine détient la meilleure place avec l'Alpine A460 no 38.

## Circuit

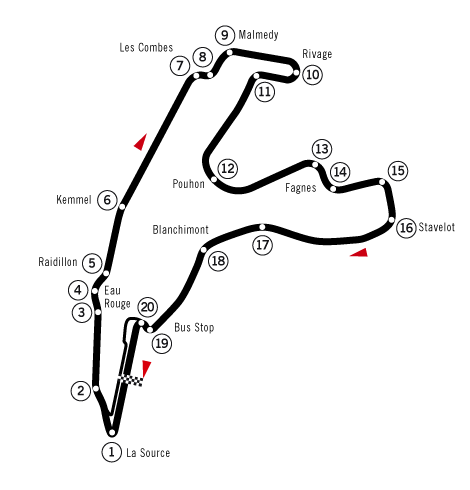
Le Circuit de Spa-Francorchamps, cadre des 6 Heures de Spa 2016.

Les 6 Heures de Spa 2016 se déroulent sur le Circuit de Spa-Francorchamps en Belgique, surnommé Le toboggan des Ardennes, en raison de son important dénivelé et de la présence de nombreuses courbes rapides. Certains de ses virages sont célèbres, comme l'Eau Rouge, Pouhon ou encore Blanchimont. Il est également caractérisé par de longues pleines charges, dues au fait que le tracé mesure plus de 7 km. Ce circuit est célèbre car il accueille la Formule 1 et qu'il est très ancré dans la compétition automobile.

## Qualifications
La pole position est réalisée par la Porsche no 1 (Bernhard/Webber/Hartley) en 1 min 55 s 793 devant l'autre Porsche engagée, la no 2 et la Toyota no 6.
Voici le classement officiel au terme des qualifications. Les premiers de chaque catégorie sont signalés par un fond jauni.
| Position | Catégorie | Équipe                           | Temps          | Grille |
| -------- | --------- | -------------------------------- | -------------- | ------ |
| 1        | LMP1      | No. 1 Porsche Team               | 1 min 55 s 793 | 1      |
| 2        | LMP1      | No. 2 Porsche Team               | 1 min 56 s 590 | 2      |
| 3        | LMP1      | No. 6 Toyota Racing              | 1 min 57 s 698 | 3      |
| 4        | LMP1      | No. 8 Audi Sport Team Joest      | 1 min 57 s 716 | 4      |
| 5        | LMP1      | No. 5 Toyota Racing              | 1 min 57 s 750 | 5      |
| 6        | LMP1      | No. 7 Audi Sport Team Joest      | 1 min 57 s 915 | 6      |
| 7        | LMP1      | No. 13 Rebellion Racing          | 2 min 01 s 547 | 7      |
| 8        | LMP1      | No. 12 Rebellion Racing          | 2 min 02 s 126 | 8      |
| 9        | LMP1      | No. 4 Bykolles Racing Team       | 2 min 03 s 571 | 9      |
| 10       | LMP2      | No. 26 G-Drive Racing            | 2 min 07 s 363 | 10     |
| 11       | LMP2      | No. 36 Signatech Alpine          | 2 min 07 s 822 | 11     |
| 12       | LMP2      | No. 45 Manor                     | 2 min 08 s 336 | 12     |
| 13       | LMP2      | No. 38 G-Drive Racing            | 2 min 08 s 557 | 13     |
| 14       | LMP2      | No. 44 Manor                     | 2 min 08 s 893 | 14     |
| 15       | LMP2      | No. 43 RGR Sport by Morand       | 2 min 09 s 125 | 15     |
| 16       | LMP2      | No. 37 SMP Racing                | 2 min 09 s 445 | 16     |
| 17       | LMP2      | No. 31 Extreme Speed Motorsports | 2 min 09 s 601 | 17     |
| 18       | LMP2      | No. 27 SMP Racing                | 2 min 09 s 625 | 18     |
| 19       | LMP2      | No. 35 Baxi DC Racing Alpine     | 2 min 10 s 230 | 19     |
| 20       | LMP2      | No. 42 Strakka Racing            | 2 min 11 s 160 | 20     |
| 21       | LMP2      | No. 30 Extreme Speed Motorsports | 2 min 13 s 708 | 21     |
| 22       | LMGTE Pro | No. 71 AF Corse                  | 2 min 17 s 644 | 22     |
| 23       | LMGTE Pro | No. 51 AF Corse                  | 2 min 17 s 961 | 23     |
| 24       | LMGTE Pro | No. 97 Aston Martin Racing       | 2 min 17 s 987 | 24     |
| 25       | LMGTE Pro | No. 66 Ford Chip Ganassi Team UK | 2 min 18 s 380 | 25     |
| 26       | LMGTE Pro | No. 67 Ford Chip Ganassi Team UK | 2 min 18 s 418 | 26     |
| 27       | LMGTE Pro | No. 95 Aston Martin Racing       | 2 min 18 s 739 | 27     |
| 28       | LMGTE Pro | No. 77 Dempsey-Proton Racing     | 2 min 20 s 036 | 28     |
| 29       | LMGTE Am  | No. 98 Aston Martin Racing       | 2 min 20 s 351 | 29     |
| 30       | LMGTE Am  | No. 83 AF Corse                  | 2 min 22 s 202 | 30     |
| 31       | LMGTE Am  | No. 88 Abu Dhabi-Proton Racing   | 2 min 22 s 457 | 31     |
| 32       | LMGTE Am  | No. 86 Gulf Racing               | 2 min 22 s 928 | 32     |
| 33       | LMGTE Am  | No. 78 KCMG                      | 2 min 23 s 316 | 33     |
| 34       | LMGTE Am  | No. 50 Larbre Compétition        | 2 min 23 s 590 | 34     |

## Résultats
Voici le classement officiel au terme de la course.
- Les vainqueurs de chaque catégorie sont signalés par un fond jauni.
- Pour la colonne Pneus, il faut passer le curseur au-dessus du modèle pour connaître le manufacturier de pneumatiques.

| Pos | Classe    | no | Équipe                    | Pilotes                                                 | Châssis                        | Pneus | Tours |
| Pos | Classe    | no | Équipe                    | Pilotes                                                 | Moteur                         | Pneus | Tours |
| --- | --------- | -- | ------------------------- | ------------------------------------------------------- | ------------------------------ | ----- | ----- |
| 1   | LMP1      | 8  | Audi Sport Team Joest     | Loïc Duval Lucas di Grassi Oliver Jarvis                | Audi R18                       | M     | 160   |
| 1   | LMP1      | 8  | Audi Sport Team Joest     | Loïc Duval Lucas di Grassi Oliver Jarvis                | Audi TDI 4.0 L Turbo Diesel V6 | M     | 160   |
| 2   | LMP1      | 2  | Porsche Team              | Marc Lieb Romain Dumas Neel Jani                        | Porsche 919 Hybrid             | M     | 158   |
| 2   | LMP1      | 2  | Porsche Team              | Marc Lieb Romain Dumas Neel Jani                        | Porsche 2,0 L Turbo V4         | M     | 158   |
| 3   | LMP1      | 13 | Rebellion Racing          | Dominik Kraihamer Alexandre Imperatori Mathéo Tuscher   | Rebellion R-One                | D     | 156   |
| 3   | LMP1      | 13 | Rebellion Racing          | Dominik Kraihamer Alexandre Imperatori Mathéo Tuscher   | AER P60 2.4 L Turbo V6         | D     | 156   |
| 4   | LMP1      | 12 | Rebellion Racing          | Nicolas Prost Nick Heidfeld Nelson Piquet, Jr.          | Rebellion R-One                | D     | 155   |
| 4   | LMP1      | 12 | Rebellion Racing          | Nicolas Prost Nick Heidfeld Nelson Piquet, Jr.          | AER P60 2.4 L Turbo V6         | D     | 155   |
| 5   | LMP1      | 7  | Audi Sport Team Joest     | André Lotterer Marcel Fässler Benoît Tréluyer           | Audi R18                       | M     | 155   |
| 5   | LMP1      | 7  | Audi Sport Team Joest     | André Lotterer Marcel Fässler Benoît Tréluyer           | Audi TDI 4.0 L Turbo Diesel V6 | M     | 155   |
| 6   | LMP1      | 4  | ByKolles Racing Team      | Simon Trummer James Rossiter Oliver Webb                | CLM P1/01                      | D     | 151   |
| 6   | LMP1      | 4  | ByKolles Racing Team      | Simon Trummer James Rossiter Oliver Webb                | AER P60 2.4 L Turbo V6         | D     | 151   |
| 7   | LMP2      | 36 | Signatech Alpine          | Nicolas Lapierre Gustavo Menezes Stéphane Richelmi      | Alpine A460                    | D     | 151   |
| 7   | LMP2      | 36 | Signatech Alpine          | Nicolas Lapierre Gustavo Menezes Stéphane Richelmi      | Nissan VK45DE 4.5 L V8         | D     | 151   |
| 8   | LMP2      | 31 | Extreme Speed Motorsports | Ryan Dalziel Chris Cumming Pipo Derani                  | Ligier JS P2                   | D     | 151   |
| 8   | LMP2      | 31 | Extreme Speed Motorsports | Ryan Dalziel Chris Cumming Pipo Derani                  | Nissan VK45DE 4.5 L V8         | D     | 151   |
| 9   | LMP2      | 45 | Manor                     | Matthew Rao Richard Bradley Roberto Merhi               | Oreca 05                       | D     | 151   |
| 9   | LMP2      | 45 | Manor                     | Matthew Rao Richard Bradley Roberto Merhi               | Nissan VK45DE 4.5 L V8         | D     | 151   |
| 10  | LMP2      | 43 | RGR Sport by Morand       | Ricardo González Filipe Albuquerque Bruno Senna         | Ligier JS P2                   | D     | 151   |
| 10  | LMP2      | 43 | RGR Sport by Morand       | Ricardo González Filipe Albuquerque Bruno Senna         | Nissan VK45DE 4.5 L V8         | D     | 151   |
| 11  | LMP2      | 26 | G-Drive Racing            | Roman Rusinov Nathanaël Berthon René Rast               | Oreca 05                       | D     | 150   |
| 11  | LMP2      | 26 | G-Drive Racing            | Roman Rusinov Nathanaël Berthon René Rast               | Nissan VK45DE 4.5 L V8         | D     | 150   |
| 12  | LMP2      | 38 | G-Drive Racing            | Simon Dolan Jake Dennis Giedo Van der Garde             | Gibson 015S                    | D     | 148   |
| 12  | LMP2      | 38 | G-Drive Racing            | Simon Dolan Jake Dennis Giedo Van der Garde             | Nissan VK45DE 4.5 L V8         | D     | 148   |
| 13  | LMP2      | 30 | Extreme Speed Motorsports | Scott Sharp Ed Brown Johannes van Overbeek              | Ligier JS P2                   | D     | 146   |
| 13  | LMP2      | 30 | Extreme Speed Motorsports | Scott Sharp Ed Brown Johannes van Overbeek              | Nissan VK45DE 4.5 L V8         | D     | 146   |
| 14  | LMGTE Pro | 71 | AF Corse                  | Davide Rigon Sam Bird                                   | Ferrari 488 GTE                | M     | 145   |
| 14  | LMGTE Pro | 71 | AF Corse                  | Davide Rigon Sam Bird                                   | Ferrari F154CB 3.9 L Turbo V8  | M     | 145   |
| 15  | LMP2      | 44 | Manor                     | Tor Graves James Jakes Will Stevens                     | Oreca 05                       | D     | 144   |
| 15  | LMP2      | 44 | Manor                     | Tor Graves James Jakes Will Stevens                     | Nissan VK45DE 4.5 L V8         | D     | 144   |
| 16  | LMGTE Pro | 67 | Ford Chip Ganassi Team UK | Andy Priaulx Marino Franchitti Harry Tincknell          | Ford GT                        | M     | 144   |
| 16  | LMGTE Pro | 67 | Ford Chip Ganassi Team UK | Andy Priaulx Marino Franchitti Harry Tincknell          | Ford EcoBoost 3.5 L Turbo V6   | M     | 144   |
| 17  | LMGTE Pro | 97 | Aston Martin Racing       | Fernando Rees Richie Stanaway Jonathan Adam             | Aston Martin V8 Vantage GT2    | D     | 144   |
| 17  | LMGTE Pro | 97 | Aston Martin Racing       | Fernando Rees Richie Stanaway Jonathan Adam             | Aston Martin 4.5 L V8          | D     | 144   |
| 18  | LMGTE Pro | 77 | Dempsey-Proton Racing     | Richard Lietz Michael Christensen                       | Porsche 911 RSR (991)          | M     | 142   |
| 18  | LMGTE Pro | 77 | Dempsey-Proton Racing     | Richard Lietz Michael Christensen                       | Porsche 4,0 L Flat-6           | M     | 142   |
| 19  | LMGTE Am  | 98 | Aston Martin Racing       | Paul Dalla Lana Pedro Lamy Mathias Lauda                | Aston Martin V8 Vantage GT2    | D     | 140   |
| 19  | LMGTE Am  | 98 | Aston Martin Racing       | Paul Dalla Lana Pedro Lamy Mathias Lauda                | Aston Martin 4,5 L V8          | D     | 140   |
| 20  | LMGTE Am  | 83 | AF Corse                  | François Perrodo Emmanuel Collard Rui Águas             | Ferrari 458 Italia GT2         | M     | 139   |
| 20  | LMGTE Am  | 83 | AF Corse                  | François Perrodo Emmanuel Collard Rui Águas             | Ferrari F136GT 4.5 L V8        | M     | 139   |
| 21  | LMGTE Am  | 50 | Larbre Compétition        | Yutaka Yamagishi Paolo Ruberti Pierre Ragues            | Chevrolet Corvette C7.R        | M     | 139   |
| 21  | LMGTE Am  | 50 | Larbre Compétition        | Yutaka Yamagishi Paolo Ruberti Pierre Ragues            | Chevrolet LT5.5 5.5 L V8       | M     | 139   |
| 22  | LMGTE Am  | 78 | KCMG                      | Christian Ried Wolf Henzler Joël Camathias              | Porsche 911 RSR (991)          | M     | 139   |
| 22  | LMGTE Am  | 78 | KCMG                      | Christian Ried Wolf Henzler Joël Camathias              | Porsche 4,0 L Flat-6           | M     | 139   |
| 23  | LMGTE Am  | 86 | Gulf Racing               | Michael Wainwright Adam Carroll Ben Barker              | Porsche 911 RSR (991)          | M     | 138   |
| 23  | LMGTE Am  | 86 | Gulf Racing               | Michael Wainwright Adam Carroll Ben Barker              | Porsche 4,0 L Flat-6           | M     | 138   |
| 24  | LMP2      | 37 | SMP Racing                | Vitaly Petrov Viktor Shaytar Kirill Ladygin             | BR Engineering BR01            | D     | 136   |
| 24  | LMP2      | 37 | SMP Racing                | Vitaly Petrov Viktor Shaytar Kirill Ladygin             | Nissan VK45DE 4.5 L V8         | D     | 136   |
| 25  | LMGTE Am  | 88 | Abu Dhabi-Proton Racing   | Khaled Al Qubaisi Patrick Long David Heinemeier Hansson | Porsche 911 RSR (991)          | M     | 136   |
| 25  | LMGTE Am  | 88 | Abu Dhabi-Proton Racing   | Khaled Al Qubaisi Patrick Long David Heinemeier Hansson | Porsche 4,0 L Flat-6           | M     | 136   |
| 26  | LMP1      | 1  | Porsche Team              | Timo Bernhard Brendon Hartley Mark Webber               | Porsche 919 Hybrid             | M     | 112   |
| 26  | LMP1      | 1  | Porsche Team              | Timo Bernhard Brendon Hartley Mark Webber               | Porsche 2,0 L Turbo V4         | M     | 112   |
| NC  | LMP1      | 5  | Toyota Gazoo Racing       | Anthony Davidson Sébastien Buemi Kazuki Nakajima        | Toyota TS050 Hybrid            | M     | 110   |
| NC  | LMP1      | 5  | Toyota Gazoo Racing       | Anthony Davidson Sébastien Buemi Kazuki Nakajima        | Toyota 2,4 L Turbo V6          | M     | 110   |
| Abd | LMP2      | 35 | Baxi DC Racing Alpine     | David Cheng Ho-Pin Tung Nelson Panciatici               | Alpine A460                    | D     | 143   |
| Abd | LMP2      | 35 | Baxi DC Racing Alpine     | David Cheng Ho-Pin Tung Nelson Panciatici               | Nissan VK45DE 4.5 L V8         | D     | 143   |
| Abd | LMGTE Pro | 51 | AF Corse                  | Gianmaria Bruni James Calado                            | Ferrari 488 GTE                | M     | 140   |
| Abd | LMGTE Pro | 51 | AF Corse                  | Gianmaria Bruni James Calado                            | Ferrari F154CB 3.9 L Turbo V8  | M     | 140   |
| Abd | LMP2      | 27 | SMP Racing                | Nicolas Minassian Maurizio Mediani David Markozov       | BR Engineering BR01            | D     | 123   |
| Abd | LMP2      | 27 | SMP Racing                | Nicolas Minassian Maurizio Mediani David Markozov       | Nissan VK45DE 4.5 L V8         | D     | 123   |
| Abd | LMGTE Pro | 66 | Ford Chip Ganassi Team UK | Olivier Pla Stefan Mücke Billy Johnson                  | Ford GT                        | M     | 100   |
| Abd | LMGTE Pro | 66 | Ford Chip Ganassi Team UK | Olivier Pla Stefan Mücke Billy Johnson                  | Ford EcoBoost 3.5 L Turbo V6   | M     | 100   |
| Abd | LMP1      | 6  | Toyota Gazoo Racing       | Stéphane Sarrazin Mike Conway Kamui Kobayashi           | Toyota TS050 Hybrid            | M     | 87    |
| Abd | LMP1      | 6  | Toyota Gazoo Racing       | Stéphane Sarrazin Mike Conway Kamui Kobayashi           | Toyota 2,4 L Turbo V6          | M     | 87    |
| Abd | LMP2      | 42 | Strakka Racing            | Nick Leventis Jonny Kane Danny Watts                    | Gibson 015S                    | D     | 78    |
| Abd | LMP2      | 42 | Strakka Racing            | Nick Leventis Jonny Kane Danny Watts                    | Nissan VK45DE 4.5 L V8         | D     | 78    |
| Abd | LMGTE Pro | 95 | Aston Martin Racing       | Nicki Thiim Marco Sørensen Darren Turner                | Aston Martin V8 Vantage GT2    | D     | 40    |
| Abd | LMGTE Pro | 95 | Aston Martin Racing       | Nicki Thiim Marco Sørensen Darren Turner                | Aston Martin 4,5 L V8          | D     | 40    |

## Classements après la course

### Attribution des points
| Système des points | Système des points | Système des points | Système des points | Système des points | Système des points | Système des points | Système des points | Système des points | Système des points | Système des points | Système des points |
| Position           | 1er                | 2e                 | 3e                 | 4e                 | 5e                 | 6e                 | 7e                 | 8e                 | 9e                 | 10e                | Au-delà            |
| ------------------ | ------------------ | ------------------ | ------------------ | ------------------ | ------------------ | ------------------ | ------------------ | ------------------ | ------------------ | ------------------ | ------------------ |
| Points             | 25                 | 18                 | 15                 | 12                 | 10                 | 8                  | 6                  | 4                  | 2                  | 1                  | 0.5                |

Les points sont doublés lors des 24 heures du Mans. 1 point est délivré aux pilotes et teams obtenant la pole position dans chaque catégorie. Pour marquer des points, il faut parcourir au minimum 3 tours sous drapeau vert et accomplir au moins 70 % de la distance parcourue par le vainqueur.

### Classement pilotes
Cette saison, 5 titres sont délivrés aux pilotes. Le Championnat du monde est disputé uniquement par les pilotes de la catégorie LMP1. Les pilotes appartenant à la catégorie LMGTE Pro se disputent quant à eux une Coupe du monde. Également, 3 Trophées Endurance FIA sont attribués aux pilotes appartenant aux catégories LMP1-Teams privés, LMP2 et LMGTE Am.

#### Championnat du monde d'endurance FIA — Pilotes
| Pos. | Pilote               | Équipe                    | SIL | SPA | LMS | NÜR | MEX | CDA | FUJ | SHA | BHR | Total points |
| ---- | -------------------- | ------------------------- | --- | --- | --- | --- | --- | --- | --- | --- | --- | ------------ |
| 1    | Marc Lieb            | Porsche Team              | 1   | 2   |     |     |     |     |     |     |     | 43           |
| 1    | Neel Jani            | Porsche Team              | 1   | 2   |     |     |     |     |     |     |     | 43           |
| 1    | Romain Dumas         | Porsche Team              | 1   | 2   |     |     |     |     |     |     |     | 43           |
| 2    | Dominik Kraihamer    | Rebellion Racing          | 3   | 3   |     |     |     |     |     |     |     | 30           |
| 2    | Alexandre Imperatori | Rebellion Racing          | 3   | 3   |     |     |     |     |     |     |     | 30           |
| 2    | Mathéo Tuscher       | Rebellion Racing          | 3   | 3   |     |     |     |     |     |     |     | 30           |
| 3    | Oliver Jarvis        | Audi Sport Team Joest     | Ret | 1   |     |     |     |     |     |     |     | 25           |
| 3    | Lucas di Grassi      | Audi Sport Team Joest     | Ret | 1   |     |     |     |     |     |     |     | 25           |
| 3    | Loïc Duval           | Audi Sport Team Joest     | Ret | 1   |     |     |     |     |     |     |     | 25           |
| 4    | Nick Heidfeld        | Rebellion Racing          | 4   | 4   |     |     |     |     |     |     |     | 24           |
| 4    | Nicolas Prost        | Rebellion Racing          | 4   | 4   |     |     |     |     |     |     |     | 24           |
| 4    | Nelson Piquet, Jr.   | Rebellion Racing          | 4   | 4   |     |     |     |     |     |     |     | 24           |
| 5    | Mike Conway          | Toyota Gazoo Racing       | 2   | Ret |     |     |     |     |     |     |     | 18           |
| 5    | Stéphane Sarrazin    | Toyota Gazoo Racing       | 2   | Ret |     |     |     |     |     |     |     | 18           |
| 5    | Kamui Kobayashi      | Toyota Gazoo Racing       | 2   | Ret |     |     |     |     |     |     |     | 18           |
| 6    | Pipo Derani          | Extreme Speed Motorsports | 6   | 8   |     |     |     |     |     |     |     | 12           |
| 6    | Ryan Dalziel         | Extreme Speed Motorsports | 6   | 8   |     |     |     |     |     |     |     | 12           |
| 6    | Chris Cumming        | Extreme Speed Motorsports | 6   | 8   |     |     |     |     |     |     |     | 12           |
| 7    | Filipe Albuquerque   | RGR Sport by Morand       | 5   | 10  |     |     |     |     |     |     |     | 11           |
| 7    | Bruno Senna          | RGR Sport by Morand       | 5   | 10  |     |     |     |     |     |     |     | 11           |
| 7    | Ricardo González     | RGR Sport by Morand       | 5   | 10  |     |     |     |     |     |     |     | 11           |
| 8    | André Lotterer       | Audi Sport Team Joest     | EX  | 5   |     |     |     |     |     |     |     | 11           |
| 8    | Benoît Tréluyer      | Audi Sport Team Joest     | EX  | 5   |     |     |     |     |     |     |     | 11           |
| 8    | Marcel Fässler       | Audi Sport Team Joest     | EX  | 5   |     |     |     |     |     |     |     | 11           |
| 9    | Gustavo Menezes      | Signatech Alpine          | 8   | 7   |     |     |     |     |     |     |     | 10           |
| 9    | Nicolas Lapierre     | Signatech Alpine          | 8   | 7   |     |     |     |     |     |     |     | 10           |
| 9    | Stéphane Richelmi    | Signatech Alpine          | 8   | 7   |     |     |     |     |     |     |     | 10           |
| 10   | Simon Trummer        | ByKolles Racing Team      | 14  | 6   |     |     |     |     |     |     |     | 8.5          |
| 10   | Oliver Webb          | ByKolles Racing Team      | 14  | 6   |     |     |     |     |     |     |     | 8.5          |
| 10   | James Rossiter       | ByKolles Racing Team      | 14  | 6   |     |     |     |     |     |     |     | 8.5          |
| 11   | Roman Rusinov        | G-Drive Racing            | 7   | 11  |     |     |     |     |     |     |     | 6.5          |
| 11   | Nathanaël Berthon    | G-Drive Racing            | 7   | 11  |     |     |     |     |     |     |     | 6.5          |
| 11   | René Rast            | G-Drive Racing            | 7   | 11  |     |     |     |     |     |     |     | 6.5          |
| 12   | Matthew Rao          | Manor                     | 10  | 9   |     |     |     |     |     |     |     | 3            |
| 12   | Richard Bradley      | Manor                     | 10  | 9   |     |     |     |     |     |     |     | 3            |
| 12   | Roberto Merhi        | Manor                     | 10  | 9   |     |     |     |     |     |     |     | 3            |
| Pos. | Pilote               | Équipe                    | SIL | SPA | LMS | NÜR | MEX | CDA | FUJ | SHA | BHR | Total points |

| Couleur | Résultat                     |
| ------- | ---------------------------- |
| Or      | Vainqueur                    |
| Argent  | 2e place                     |
| Bronze  | 3e place                     |
| Vert    | Terminé, dans les points     |
| Bleu    | Terminé, pas dans les points |
| Violet  | Abandon (Ab.) ou (Ret)       |
| Violet  | Non classé (NC)              |
| Rouge   | Pas qualifié (DNQ)           |
| Noir    | Disqualifié (DSQ)            |
| Blanc   | Pas au départ (DNS)          |
| Blanc   | Forfait (WD)                 |
| Blanc   | N'a pas participé (DNP)      |
| Blanc   | Blessé (INJ)                 |
| Blanc   | Exclu (EX)                   |
| Blanc   | Course annulée (C)           |

#### Coupe du monde d'endurance FIA pour pilotes GT
| Pos. | Pilote              | Équipe                    | SIL | SPA | LMS | NÜR | MEX | CDA | FUJ | SHA | BHR | Total points |
| ---- | ------------------- | ------------------------- | --- | --- | --- | --- | --- | --- | --- | --- | --- | ------------ |
| 1    | Davide Rigon        | AF Corse                  | 1   | 1   |     |     |     |     |     |     |     | 52           |
| 1    | Sam Bird            | AF Corse                  | 1   | 1   |     |     |     |     |     |     |     | 52           |
| 2    | Andy Priaulx        | Ford Chip Ganassi Team UK | 4   | 2   |     |     |     |     |     |     |     | 30           |
| 2    | Marino Franchitti   | Ford Chip Ganassi Team UK | 4   | 2   |     |     |     |     |     |     |     | 30           |
| 2    | Harry Tincknell     | Ford Chip Ganassi Team UK | 4   | 2   |     |     |     |     |     |     |     | 30           |
| 3    | Gianmaria Bruni     | AF Corse                  | 2   | Ret |     |     |     |     |     |     |     | 18           |
| 3    | James Calado        | AF Corse                  | 2   | Ret |     |     |     |     |     |     |     | 18           |
| 4    | Emmanuel Collard    | AF Corse                  | 6   | 6   |     |     |     |     |     |     |     | 16           |
| 4    | François Perrodo    | AF Corse                  | 6   | 6   |     |     |     |     |     |     |     | 16           |
| 4    | Rui Águas           | AF Corse                  | 6   | 6   |     |     |     |     |     |     |     | 16           |
| 5    | Mathias Lauda       | Aston Martin Racing       | 7   | 5   |     |     |     |     |     |     |     | 16           |
| 5    | Pedro Lamy          | Aston Martin Racing       | 7   | 5   |     |     |     |     |     |     |     | 16           |
| 5    | Paul Dalla Lana     | Aston Martin Racing       | 7   | 5   |     |     |     |     |     |     |     | 16           |
| 6    | Darren Turner       | Aston Martin Racing       | 3   | Ret |     |     |     |     |     |     |     | 15           |
| 6    | Nicki Thiim         | Aston Martin Racing       | 3   | Ret |     |     |     |     |     |     |     | 15           |
| 6    | Marco Sørensen      | Aston Martin Racing       | 3   | Ret |     |     |     |     |     |     |     | 15           |
| 7    | Richie Stanaway     | Aston Martin Racing       | Ret | 3   |     |     |     |     |     |     |     | 15           |
| 7    | Fernando Rees       | Aston Martin Racing       | Ret | 3   |     |     |     |     |     |     |     | 15           |
| 8    | Jonathan Adam       | Aston Martin Racing       |     | 3   |     |     |     |     |     |     |     | 15           |
| 9    | Michael Christensen | Dempsey-Proton Racing     | 9   | 4   |     |     |     |     |     |     |     | 12           |
| 9    | Richard Lietz       | Dempsey-Proton Racing     | 9   | 4   |     |     |     |     |     |     |     | 12           |
| 10   | Billy Johnson       | Ford Chip Ganassi Team UK | 5   | Ret |     |     |     |     |     |     |     | 10           |
| 10   | Stefan Mücke        | Ford Chip Ganassi Team UK | 5   | Ret |     |     |     |     |     |     |     | 10           |
| 10   | Olivier Pla         | Ford Chip Ganassi Team UK | 5   | Ret |     |     |     |     |     |     |     | 10           |
| 11   | Paolo Ruberti       | Larbre Compétition        | 8   | 7   |     |     |     |     |     |     |     | 10           |
| 11   | Pierre Ragues       | Larbre Compétition        | 8   | 7   |     |     |     |     |     |     |     | 10           |
| 11   | Yutaka Yamagishi    | Larbre Compétition        | 8   | 7   |     |     |     |     |     |     |     | 10           |
| 12   | Christien Ried      | KCMG                      | 10  | 8   |     |     |     |     |     |     |     | 5            |
| 12   | Joël Camathias      | KCMG                      | 10  | 8   |     |     |     |     |     |     |     | 5            |
| 12   | Wolf Henzler        | KCMG                      | 10  | 8   |     |     |     |     |     |     |     | 5            |
| Pos. | Pilote              | Équipe                    | SIL | SPA | LMS | NÜR | MEX | CDA | FUJ | SHA | BHR | Total points |

#### Trophée Pilotes Équipes privés LMP1
| Pos. | Pilote               | Équipe               | SIL | SPA | LMS | NÜR | MEX | CDA | FUJ | SHA | BHR | Total points |
| ---- | -------------------- | -------------------- | --- | --- | --- | --- | --- | --- | --- | --- | --- | ------------ |
| 1    | Dominik Kraihamer    | Rebellion Racing     | 1   | 1   |     |     |     |     |     |     |     | 50           |
| 1    | Alexandre Imperatori | Rebellion Racing     | 1   | 1   |     |     |     |     |     |     |     | 50           |
| 1    | Mathéo Tuscher       | Rebellion Racing     | 1   | 1   |     |     |     |     |     |     |     | 50           |
| 2    | Nick Heidfeld        | Rebellion Racing     | 2   | 2   |     |     |     |     |     |     |     | 36           |
| 2    | Nicolas Prost        | Rebellion Racing     | 2   | 2   |     |     |     |     |     |     |     | 36           |
| 2    | Nelson Piquet, Jr.   | Rebellion Racing     | 2   | 2   |     |     |     |     |     |     |     | 36           |
| 3    | Oliver Webb          | ByKolles Racing Team | 3   | 3   |     |     |     |     |     |     |     | 30           |
| 3    | James Rossiter       | ByKolles Racing Team | 3   | 3   |     |     |     |     |     |     |     | 30           |
| 3    | Simon Trummer        | ByKolles Racing Team | 3   | 3   |     |     |     |     |     |     |     | 30           |

#### Trophée Endurance FIA pour les pilotes LMP2
| Pos. | Pilote             | Équipe                    | SIL | SPA | LMS | NÜR | MEX | CDA | FUJ | SHA | BHR | Total points |
| ---- | ------------------ | ------------------------- | --- | --- | --- | --- | --- | --- | --- | --- | --- | ------------ |
| 1    | Filipe Albuquerque | RGR Sport by Morand       | 1   | 4   |     |     |     |     |     |     |     | 37           |
| 1    | Bruno Senna        | RGR Sport by Morand       | 1   | 4   |     |     |     |     |     |     |     | 37           |
| 1    | Ricard González    | RGR Sport by Morand       | 1   | 4   |     |     |     |     |     |     |     | 37           |
| 2    | Gustavo Menezes    | Signatech Alpine          | 4   | 1   |     |     |     |     |     |     |     | 37           |
| 2    | Nicolas Lapierre   | Signatech Alpine          | 4   | 1   |     |     |     |     |     |     |     | 37           |
| 2    | Stéphane Richelmi  | Signatech Alpine          | 4   | 1   |     |     |     |     |     |     |     | 37           |
| 3    | Pipo Derani        | Extreme Speed Motorsports | 2   | 2   |     |     |     |     |     |     |     | 36           |
| 3    | Ryan Dalziel       | Extreme Speed Motorsports | 2   | 2   |     |     |     |     |     |     |     | 36           |
| 3    | Chris Cumming      | Extreme Speed Motorsports | 2   | 2   |     |     |     |     |     |     |     | 36           |
| 4    | Roman Rusinov      | G-Drive Racing            | 3   | 5   |     |     |     |     |     |     |     | 27           |
| 4    | Nathanaël Berthon  | G-Drive Racing            | 3   | 5   |     |     |     |     |     |     |     | 27           |
| 4    | René Rast          | G-Drive Racing            | 3   | 5   |     |     |     |     |     |     |     | 27           |
| 5    | Matthew Rao        | Manor                     | 6   | 3   |     |     |     |     |     |     |     | 23           |
| 5    | Richard Bradley    | Manor                     | 6   | 3   |     |     |     |     |     |     |     | 23           |
| 5    | Roberto Merhi      | Manor                     | 6   | 3   |     |     |     |     |     |     |     | 23           |
| 6    | Nick Leventis      | Strakka Racing            | 5   | Ret |     |     |     |     |     |     |     | 10           |
| 6    | Danny Watts        | Strakka Racing            | 5   | Ret |     |     |     |     |     |     |     | 10           |
| 6    | Jonny Kane         | Strakka Racing            | 5   | Ret |     |     |     |     |     |     |     | 10           |

#### Trophée Endurance FIA pour les pilotes LMGTE Am
| Pos. | Pilote                   | Équipe                  | SIL | SPA | LMS | NÜR | MEX | CDA | FUJ | SHA | BHR | Total points |
| ---- | ------------------------ | ----------------------- | --- | --- | --- | --- | --- | --- | --- | --- | --- | ------------ |
| 1    | Mathias Lauda            | Aston Martin Racing     | 2   | 1   |     |     |     |     |     |     |     | 44           |
| 1    | Pedro Lamy               | Aston Martin Racing     | 2   | 1   |     |     |     |     |     |     |     | 44           |
| 1    | Paul Dalla Lana          | Aston Martin Racing     | 2   | 1   |     |     |     |     |     |     |     | 44           |
| 2    | Emmanuel Collard         | AF Corse                | 1   | 2   |     |     |     |     |     |     |     | 43           |
| 2    | François Perrodo         | AF Corse                | 1   | 2   |     |     |     |     |     |     |     | 43           |
| 2    | Rui Águas                | AF Corse                | 1   | 2   |     |     |     |     |     |     |     | 43           |
| 3    | Paolo Ruberti            | Larbre Compétition      | 3   | 3   |     |     |     |     |     |     |     | 30           |
| 3    | Pierre Ragues            | Larbre Compétition      | 3   | 3   |     |     |     |     |     |     |     | 30           |
| 3    | Yutaka Yamagishi         | Larbre Compétition      | 3   | 3   |     |     |     |     |     |     |     | 30           |
| 4    | Christian Ried           | KCMG                    | 4   | 4   |     |     |     |     |     |     |     | 24           |
| 4    | Joël Camathias           | KCMG                    | 4   | 4   |     |     |     |     |     |     |     | 24           |
| 4    | Wolf Henzler             | KCMG                    | 4   | 4   |     |     |     |     |     |     |     | 24           |
| 5    | Khaled Al Qubaisi        | Abu Dhabi-Proton Racing | 5   | 6   |     |     |     |     |     |     |     | 19           |
| 5    | David Heinemeier Hansson | Abu Dhabi-Proton Racing | 5   | 6   |     |     |     |     |     |     |     | 19           |
| 6    | Klaus Bachler            | Abu Dhabi-Proton Racing | 5   |     |     |     |     |     |     |     |     | 11           |

### Championnat des Constructeurs
2 championnats constructeurs distincts sont présents dans ce championnat. L'un est destiné aux Sport-prototypes alors que l'autre est réservé aux voitures Grand tourisme. Le Championnat du Monde des Constructeurs est destiné seulement aux constructeurs engagés en LMP1, et les points proviennent seulement du meilleur score enregistré par le constructeur lors de chaque manche. Concernant le barème des points, chaque constructeur cumule les points obtenus par ses 2 meilleures voitures et cela lors de chaque manche.

#### Championnat du monde d'endurance FIA — Constructeurs
| Pos. | Constructeur | SIL | SPA | LMS | NÜR | MEX | CDA | FUJ | SHA | BHR | Total points |
| ---- | ------------ | --- | --- | --- | --- | --- | --- | --- | --- | --- | ------------ |
| 1    | Porsche      | 1   | 2   |     |     |     |     |     |     |     | 56           |
| 1    | Porsche      | Ret | 4   |     |     |     |     |     |     |     | 56           |
| 2    | Toyota       | 2   | 5   |     |     |     |     |     |     |     | 43           |
| 2    | Toyota       | 3   | Ret |     |     |     |     |     |     |     | 43           |
| 3    | Audi         | Ret | 1   |     |     |     |     |     |     |     | 41           |
| 3    | Audi         | EX  | 3   |     |     |     |     |     |     |     | 41           |

#### Coupe du Monde d'Endurance FIA pour les Constructeurs GT
| Pos. | Constructeur | SIL | SPA | LMS | NÜR | MEX | CDA | FUJ | SHA | BHR | Total points |
| ---- | ------------ | --- | --- | --- | --- | --- | --- | --- | --- | --- | ------------ |
| 1    | Ferrari      | 1   | 1   |     |     |     |     |     |     |     | 78           |
| 1    | Ferrari      | 2   | 4   |     |     |     |     |     |     |     | 78           |
| 2    | Aston Martin | 3   | 3   |     |     |     |     |     |     |     | 46           |
| 2    | Aston Martin | 7   | 5   |     |     |     |     |     |     |     | 46           |
| 3    | Ford         | 4   | 2   |     |     |     |     |     |     |     | 40           |
| 3    | Ford         | 5   | Ret |     |     |     |     |     |     |     | 40           |
| 4    | Porsche      | 8   | 4   |     |     |     |     |     |     |     | 24           |
| 4    | Porsche      | 9   | 7   |     |     |     |     |     |     |     | 24           |

### Championnat des Équipes
Toutes les équipes des 4 catégories de ce championnat sont représentées pour le Trophée Endurance FIA, sachant que chaque voiture marque ses propres points.

#### Trophée Endurance FIA pour les Équipes privés LMP1
| Pos. | Voiture | Équipe               | SIL | SPA | LMS | NÜR | MEX | CDA | FUJ | SHA | BHR | Total points |
| ---- | ------- | -------------------- | --- | --- | --- | --- | --- | --- | --- | --- | --- | ------------ |
| 1    | 13      | Rebellion Racing     | 1   | 1   |     |     |     |     |     |     |     | 50           |
| 2    | 12      | Rebellion Racing     | 2   | 2   |     |     |     |     |     |     |     | 36           |
| 3    | 4       | ByKolles Racing Team | 3   | 3   |     |     |     |     |     |     |     | 30           |

#### Trophée Endurance FIA pour les Équipes de LMP2
| Pos. | Voiture | Équipe                    | SIL | SPA | LMS | NÜR | MEX | CDA | FUJ | SHA | BHR | Total points |
| ---- | ------- | ------------------------- | --- | --- | --- | --- | --- | --- | --- | --- | --- | ------------ |
| 1    | 43      | RGR Sport by Morand       | 1   | 3   |     |     |     |     |     |     |     | 40           |
| 1    | 36      | Signatech Alpine          | 4   | 1   |     |     |     |     |     |     |     | 37           |
| 3    | 31      | Extreme Speed Motorsports | 2   | 2   |     |     |     |     |     |     |     | 36           |
| 4    | 26      | G-Drive Racing            | 3   | 4   |     |     |     |     |     |     |     | 29           |
| 5    | 30      | Extreme Speed Motorsports | 8   | 5   |     |     |     |     |     |     |     | 14           |
| 6    | 37      | SMP Racing                | 7   | 7   |     |     |     |     |     |     |     | 12           |
| 7    | 42      | Strakka Racing            | 5   | Ret |     |     |     |     |     |     |     | 10           |
| 8    | 35      | Baxi DC Racing Alpine     | 6   | Ret |     |     |     |     |     |     |     | 8            |
| 9    | 44      | Manor                     | Ret | 6   |     |     |     |     |     |     |     | 8            |
| 10   | 27      | SMP Racing                | 9   | Ret |     |     |     |     |     |     |     | 2            |

#### Trophée Endurance FIA pour les Équipes de LMGTE Pro
| Pos. | Voiture | Équipe                    | SIL | SPA | LMS | NÜR | MEX | CDA | FUJ | SHA | BHR | Total points |
| ---- | ------- | ------------------------- | --- | --- | --- | --- | --- | --- | --- | --- | --- | ------------ |
| 1    | 71      | AF Corse                  | 1   | 1   |     |     |     |     |     |     |     | 52           |
| 2    | 67      | Ford Chip Ganassi Team UK | 4   | 2   |     |     |     |     |     |     |     | 30           |
| 3    | 77      | Dempsey-Proton Racing     | 6   | 4   |     |     |     |     |     |     |     | 20           |
| 4    | 51      | AF Corse                  | 2   | Ret |     |     |     |     |     |     |     | 18           |
| 5    | 95      | Aston Martin Racing       | 3   | Ret |     |     |     |     |     |     |     | 15           |
| 6    | 97      | Aston Martin Racing       | Ret | 3   |     |     |     |     |     |     |     | 15           |
| 7    | 66      | Ford Chip Ganassi Team UK | 5   | Ret |     |     |     |     |     |     |     | 10           |

#### Trophée Endurance FIA pour les Équipes de LMGTE Am
| Pos. | Voiture | Équipe                  | SIL | SPA | LMS | NÜR | MEX | CDA | FUJ | SHA | BHR | Total points |
| ---- | ------- | ----------------------- | --- | --- | --- | --- | --- | --- | --- | --- | --- | ------------ |
| 1    | 98      | Aston Martin Racing     | 2   | 1   |     |     |     |     |     |     |     | 44           |
| 2    | 83      | AF Corse                | 1   | 2   |     |     |     |     |     |     |     | 43           |
| 3    | 50      | Larbre Compétition      | 3   | 3   |     |     |     |     |     |     |     | 30           |
| 4    | 78      | KCMG                    | 4   | 4   |     |     |     |     |     |     |     | 24           |
| 5    | 88      | Abu Dhabi-Proton Racing | 5   | 6   |     |     |     |     |     |     |     | 19           |
| 6    | 86      | Gulf Racing UK          | Ret | 5   |     |     |     |     |     |     |     | 10           |